# 酸柑港
酸柑港（印尼語：Sengkubang）是印度尼西亞西加里曼丹省喃吧哇縣喃吧哇鎮所轄的村之一，位於該鎮北部，東接Sadaniang鎮Sekabuk村，南鄰Penibung村，西臨卡里馬塔海峽，北接Malikian村。